# Wellington (Maine)
Wellington è un comune degli Stati Uniti d'America, situato nello stato del Maine, nella contea di Piscataquis.